# علامة ماليت-غاي
علامة ماليت-غاي (بالإنجليزية: Mallet-Guy sign)‏، هي علامة طبية تُستَخدم لتشخيص التهاب البنكرياس. تظهر العلامة إيجابية لالتهاب البنكرياس حين الشعور بالألم عند الجس بشكل عميق في يسار منطقة تحت الأضلاع والمنطقة فوق المعدية.
سُمّيت العَلامة نسبةً إلى بيير ماليت غاي.